# XSLT
XSLT (engleski akronim za "Extensible Stylesheet Language Transformations") je format datoteke s grafičkim i poredbenim oblikovanjem XML dokumenta. XSLT pretvara XML u XHTML (ili u drugačiji XML dokument, obični tekstualni format, i još XLS-FO).
XSLT dio je XLS tehnologije, kao i XLS-FO format i Xpath podjezik za upite. Prema XLS transformacijama se odnosimo kao prema programskom jeziku, jer je sustav upita koji se može opisati Turingovim strojem. Kroz ovaj jezik mogu se složiti u prikaz i datoteke drugih formata, kao što su baze podataka i topografski podaci, uz uvjet da imaju uređeni sustav oznaka.
U listopadu 1999. godine W3C organizacija, koja se bavi standardizacijom tehnologija korištenih na mreži, izdala je preporuku za korištenje XSLT. Do trenutne radne verzije (XSLT 3.0) nije došlo do šire primjene, prema tome većina standardnih internet preglednika ne podržava dalje od v1.0.